# Eupithecia amicula
Eupithecia amicula es una especie de polilla de la familia Geometridae. La especie fue descrita por primera vez por Mironov y Galsworthy habiendo sido descrita en 2005, con distribución en las provincias chinas de Sichuan, Yunnan y Shaanxi.
Es una polilla de color marrón grisáceo con alas gris blanquecinos. Cuenta con una envergadura de unos 18 a 20 milímetros (0,7 a 0,8 plg). Tiene gran parecido con otra especie del este de China, Eupithecia consortaria, del que se distingue principalmente por su morfología genital.